# روبرت جوليان
روبرت جوليان (بالإنجليزية: Rupert Julian)‏ هو منتج أفلام وكاتب سيناريو ومخرج وممثل نيوزيلندا وأمريكي، ولد في 25 يناير 1879 في نيوزيلندا، وتوفي في 27 ديسمبر 1943 بهوليوود في الولايات المتحدة بسبب سكتة.

## أعمال

### أفلام
- (1925) بن هور
- (1925) شبح الأوبرا

## وصلات خارجية
- روبرت جوليان على موقع IMDb (الإنجليزية)
- روبرت جوليان على موقع أول موفي (الإنجليزية)
- روبرت جوليان على موقع قاعدة بيانات الأفلام السويدية (السويدية)
- روبرت جوليان على موقع قاعدة بيانات الفيلم (الإنجليزية)
- روبرت جوليان على موقع كينوبويسك (الروسية)